# Ordonnac
Ordonnac es una comuna francesa, situada en el departamento de la Gironda, en la región de Aquitania en el suroeste de Francia. 

## Geografía
Comuna situada en el Médoc. Produce vino de la AOC Médoc.

## Demografía
| 332 | 354 | 338 | 385 | 418 | 406 |
| Para los censos de 1962 a 1999 la población legal corresponde a la población sin duplicidades (Fuente: INSEE [Consultar]) |     |     |     |     |     |

## Lugares y monumentos
- Château Potensac